# Bactrocera muiri
Bactrocera muiri är en tvåvingeart som först beskrevs av Hardy och Adachi 1954.  Bactrocera muiri ingår i släktet Bactrocera och familjen borrflugor. Inga underarter finns listade.